# Dobrogniewa
Dobrogniewa – staropolskie imię żeńskie, złożone z członów Dobro- ("dobra") oraz -gniewa ("gniew"). Mogło oznaczać "ta, której gniew jest zawsze dobry" lub in. 
Według Bubaka jest to czternasto- lub piętnastowieczna przeróbka imienia Dobroniega. Imię to bowiem było stosowane w piętnastowiecznych źródłach wobec księżniczki Marii, która we wcześniejszym piśmiennictwie jest określana jako Dobroniega. 
Dobrogniewa jest omówiona w Słowniku etymologiczno-motywacyjnym staropolskich nazw osobowych pod red. A. Cieślikowej, który opracowuje pod względem etymologicznym materiał Słownika staropolskich nazw osobowych pod red. W. Taszyckiego, tj. materiał do 1500 r.). Należy dodatkowo odnotować, iż imię męskie o podobnej konstrukcji, tj. Dobrzegniew, zostało odnotowane w 1476 r..  
Dobrogniewa imieniny obchodzi 30 stycznia.